# Rhizoprionodon acutus
Espèce
Statut de conservation UICN

 VU  : Vulnérable
Rhizoprionodon acutus est une espèce de requins dont le nom vernaculaire en français, est requin à museau pointu.